# Mission Saint-Serge de Jérusalem

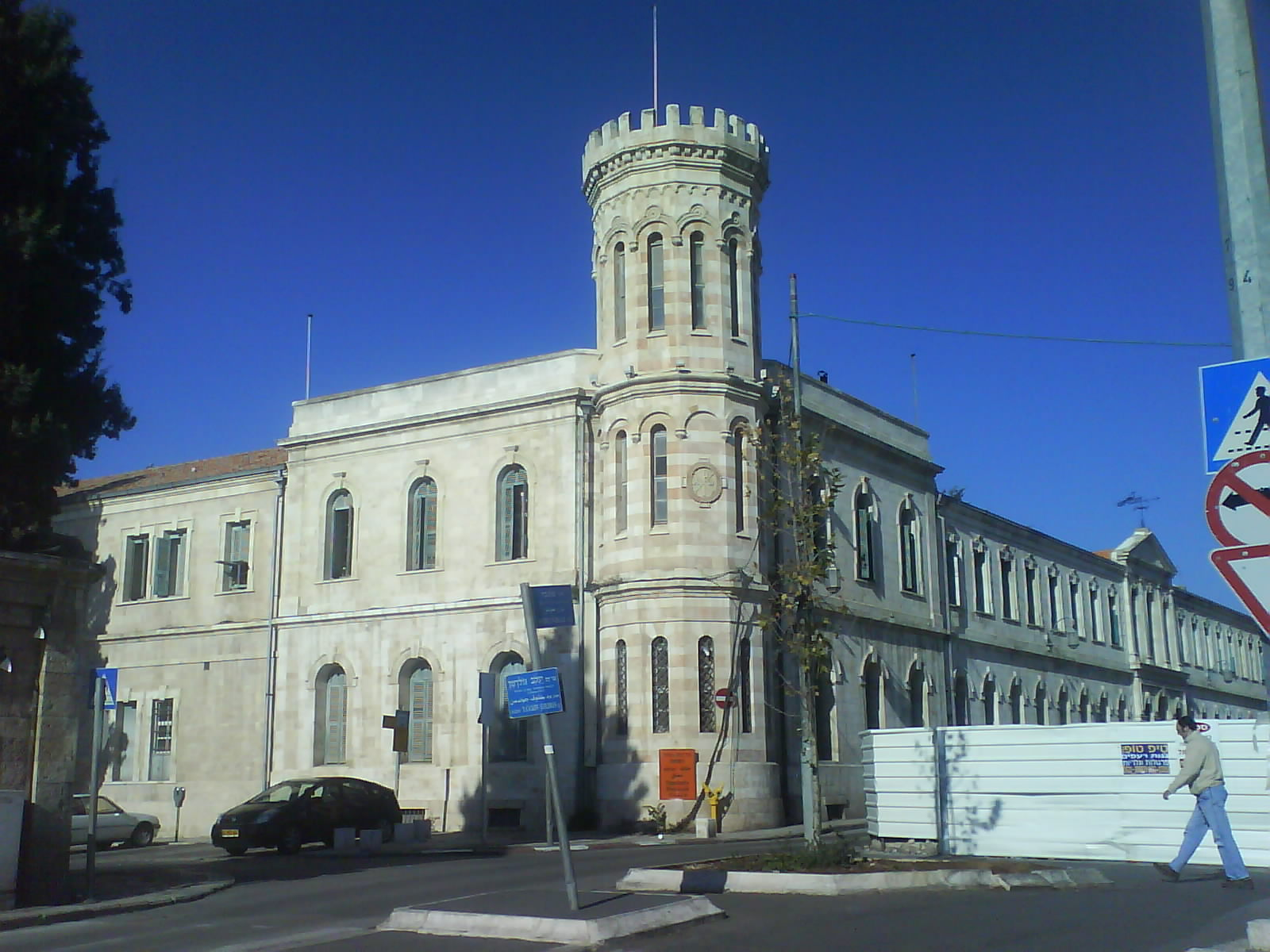
Vue de l'édifice en cours de restauration en 2009

La Mission Saint-Serge ou Hospice Saint-Serge est un bâtiment construit à Jérusalem en 1890 par la Société impériale orthodoxe de Palestine et grâce aux dons du grand-duc Serge de Russie. Il est sous la juridiction de la Mission russe de Jérusalem.

## Histoire

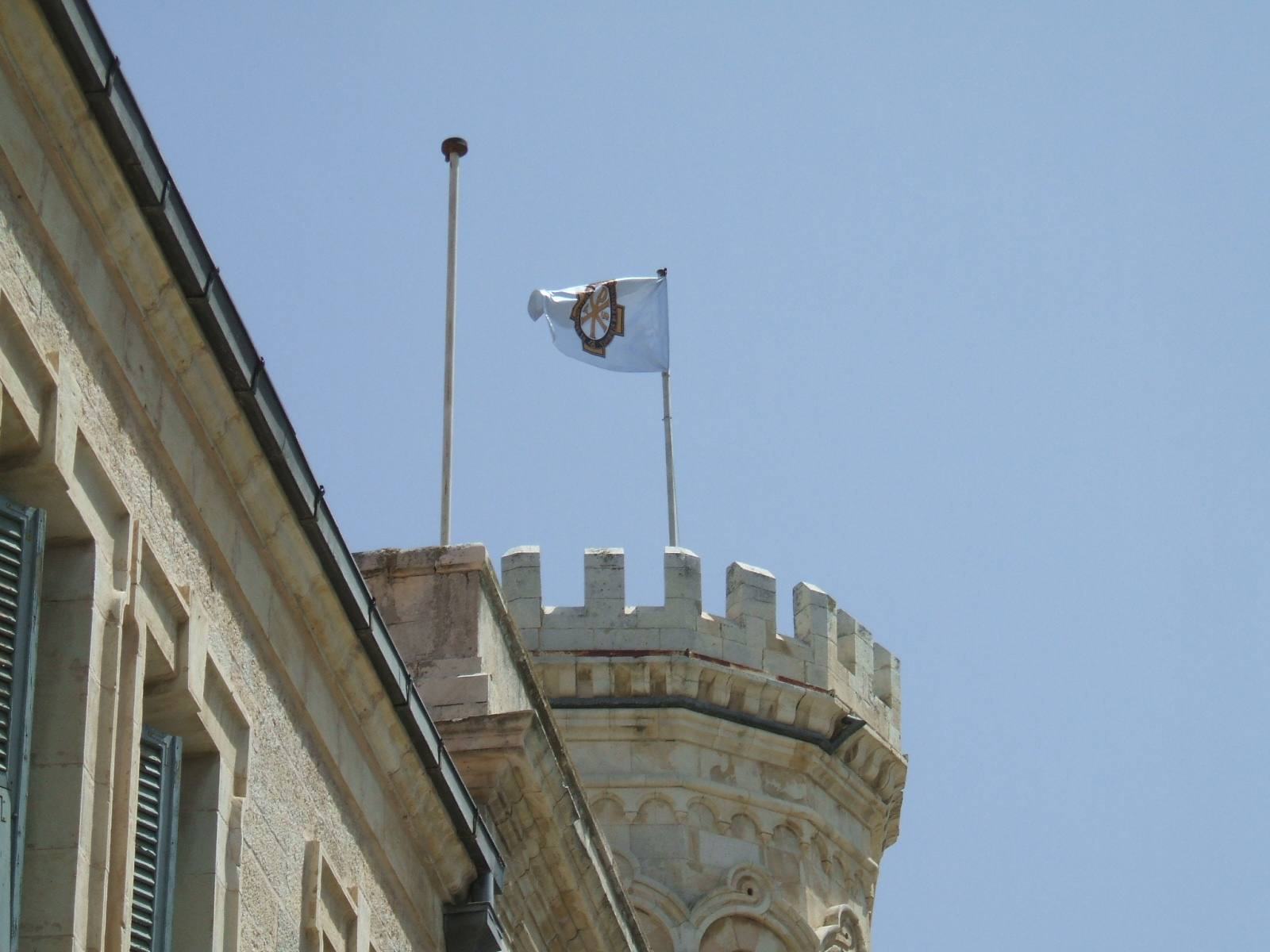
Drapeau de la Mission russe de Jérusalem

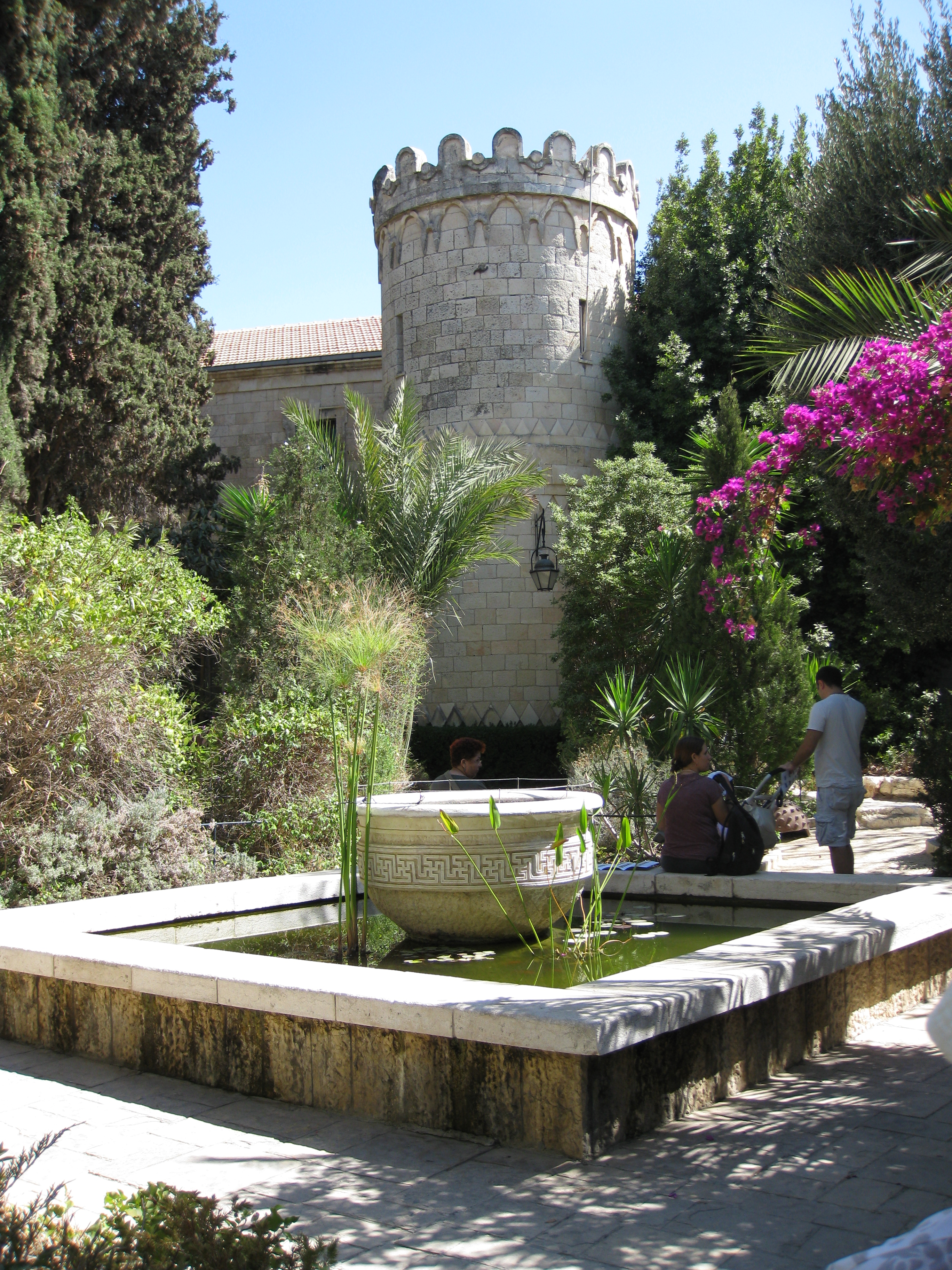
Vue des jardins

L'édifice a été construit dans le style néo-renaissance par l'architecte Franck Gia sur commande du grand-duc Serge pour accueillir les pèlerins russes de qualité. Il s'étend sur 36 000 m2 et représente l'un des bâtiments les plus remarquables de Jérusalem. Vingt-cinq appartements étaient loués aux pèlerins, dans des conditions de grand confort pour l'époque.
Le personnel de la Mission russe de Jérusalem fut expulsé au début de la Première Guerre mondiale par les autorités ottomanes alliées de l'Empire allemand et les bâtiments occupés par l'armée turque. Les pèlerinages ayant cessé à cause de la révolution de 1917, la Mission Saint-Serge est ensuite louée aux autorités britanniques pendant la période de la Palestine mandataire, jusqu'en 1948. Il abrite alors le bureau d'immigration.
Devenu ministère de l'agriculture de l'État d'Israël, il est rendu, après la visite de Vladimir Poutine et les négociations qui suivent en 2008, à la Russie en octobre 2008, décision effective en février 2009. Cependant les derniers bureaux de l'administration israélienne ne partent définitivement qu'en 2011. Ce n'est qu'en 2011 que les Pâques russes peuvent être fêtées dans la cour de l'édifice.
Il abrite maintenant les bureaux de la société orthodoxe russe de Palestine, car les anciens locaux de la mission Saint-Alexandre de Jérusalem ont fait sécession des structures officielles orthodoxes en 1986.
Les derniers locataires d'une partie du bâtiment n'ont quitté l'établissement qu'en août 2012. Le bâtiment est entièrement restauré.